# Лугано (озеро)
Луга́но (итал. Lago di Lugano или Ceresio) — озеро на южном склоне Альп, разделенное между Швейцарией (кантон Тичино) и Италией (провинция Комо). Объём воды — 6,5 км³. Площадь поверхности — 47,8 км². Площадь водосборного бассейна — 565,6 км². Высота над уровнем моря — 271 м.

## Характеристика

Озеро Лугано

Длина от Порлеццы до Понте-Трезо 33 км, ширина 1,5−3 км. На берегах находится итальянский эксклав на швейцарской территории — коммуна Кампионе-д'Италия.
Распадается на несколько рукавов и заливов. Главные реки: Куччо из долины Каварнья впадает в зал. Порлецца, Кассарате — в бухту Лугано, и Аньо, или Ведеджо, приносящая воды Монте-Ченере. Из Лугано вытекает в оз. Маджоре Треза, 14 км. Прозрачная темно-зелёная вода богата рыбой: форелью, угрём, линём. Периодические ветры: тивано (сев.) и брева (южн.). Порлеццина (вост.) приносит иногда сильные бури.
Живописная линия берега, красивые очертания порфировых, доломитовых и слюдяно-сланцевых гор, перерезанных узкими долинами и маленькими равнинами, на зелени которых разбросаны 30 местечек, многочисленные замки, виллы, монастыри, часовни, церкви; горы Чима дель Арабионе (1807 м), Дугенерозо, Бре, Сальваторе — все это делает озеро Лугано, несмотря на меньшие размеры, соперником озёр Маджоре и Комо. Сен-Готардская железная дорога проходит через него по двум мостам и громадной дамбе. Воздух свободен от пыли. Туманы почти неизвестны. Лугано считается превосходным местом для тех кто нуждается в отдыхе и восстановлении сил: при незначительных поражениях дыхательных путей, для ревматиков, золотушных и перенёсших воспаление органов дыхания. Озерные купанья, теплые ванны, превосходный виноград, 2 слабых железистых источника. Курортный сезон продолжается с мая по октябрь.